# アメリカ軍の勲章
アメリカ軍の勲章（アメリカぐんのくんしょう、Inter-service awards and decorations of the United States military）について解説する。アメリカ軍においては、各軍種ごとの勲章のほか、6軍共通の勲章がある。この記事では、共通の勲章について扱う。それらの勲章は軍種を越えて共通の基準で授与されている。

## 歴史
第一次世界大戦勝利勲章が、初の共通の勲章である。これに続いて、パープルハート章、シルバースター、レジオン・オブ・メリット、殊勲飛行十字章、エア・メダルが共通の勲章として制定された。これ以前にも廃止されたアメリカ軍の勲章の一部に陸軍と海軍に共通するものがあったが、軍種によって授与基準に違いがあった。いかなる軍種での功績かに関わらず授与基準まで統一された共通の勲章は、第一次世界大戦勝利勲章、パープルハート章、シルバースター、レジオン・オブ・メリット、殊勲飛行十字章、エア・メダルが初である。
その後、第二次世界大戦の終戦までに、陸軍と海軍の兵士に共通して授与するための世界大戦の従軍勲章が複数制定された。沿岸警備隊も海軍省の傘下に編入された時に、同じ授与資格があった。第二次世界大戦後、1947年に空軍が独立したため、朝鮮戦争従軍記章が、初めて制定された5軍共通の勲章となった。また、1956年以降から2010年現在まで、沿岸警備隊にも殊勲飛行十字章とシルバースターが授与される可能性がある。
1960年代から1970年代にかけてアメリカ軍は、メリトリアスサービスメダルと複数の作戦従軍勲章、勤務従軍勲章を制定し、それらは全ての軍種に共通するものであった。同じ時期に国防総省は、統合軍又は国防長官の下で勤務する軍人に授与資格が発生する功績章の制定を開始している。最新のものは統合任務業績章で、1983年に制定された。また、唯一の統合軍部隊表彰である統合功労部隊表彰は1981年に制定されている。
2011年4月5日、バラク・オバマ大統領が、大統領令第12824号を改正し、国土安全保障特別功労勲章の授与資格を、アメリカ軍の全ての軍種に変更し、アメリカ軍の勤務勲章とした。最近では、空軍のクレイグ・R・マッキンリー大将に、アメリカ州兵総局長としての功績が称えられ授与されている。
名誉勲章は、もともと海軍の勲章として制定されていたが、現在では6軍に共通する勲章となった。しかし、各軍種における名誉勲章のデザインは異なるものとなっている。現在は、陸軍用、海軍用、空軍用の3つが制定されている。海兵隊は海軍用を、宇宙軍は空軍用のものを授与されるが、理論上は存在している沿岸警備隊用のものは一度も授与されたことがない（過去に沿岸警備隊員が海軍用の名誉勲章を授与されたことがある。）。
以下に紹介するのは、アメリカ軍で共通の勲章又は記念章とされているものである。各章の順位に関わらずカテゴリ毎に紹介する。

## 名誉勲章
| 名誉勲章 |
| -------- |
|          |
|          |

## 功績勲章
| ディフェンス・ディスティングシュドサービスメダル | 国土安全保障特別功労勲章 | ディフェンス・スーピアリアサービスメダル | 国防功労勲章 | 統合従軍表彰勲章 | 統合従軍成果勲章 |
| ------------------------------------------------ | ------------------------ | ---------------------------------------- | ------------ | ---------------- | ---------------- |
|                                                  |                          |                                          |              |                  |                  |
|                                                  |                          |                                          |              |                  |                  |

| 統合功労部隊感状 |
| ---------------- |
|                  |

## 戦功章
| シルバースター | レジオン・オブ・メリット | 殊勲飛行十字章 | ブロンズスターメダル | パープルハート章 | メリトリアスサービスメダル | エア・メダル |
| -------------- | ------------------------ | -------------- | -------------------- | ---------------- | -------------------------- | ------------ |
|                |                          |                |                      |                  |                            |              |
|                |                          |                |                      |                  |                            |              |

## 従軍章

### 全般
| 国防従軍記章 | 軍隊遠征勲章 | 人道支援従事章 | 軍事称揚ボランティア従軍記章 | 軍隊従軍記章 |
| ------------ | ------------ | -------------- | ---------------------------- | ------------ |
|              |              |                |                              |              |
|              |              |                |                              |              |

### 予備役・特別任務
| 予備役勲章 | 捕虜勲章 | 南極従軍記章 |
| ---------- | -------- | ------------ |
|            |          |              |
|            |          |              |

### 朝鮮戦争従軍記章
| 朝鮮従軍記章 | 韓国防衛従軍記章 |
| ------------ | ---------------- |
|              |                  |
|              |                  |

### ベトナム戦争・湾岸戦争・バルカン半島従軍記章
| ベトナム戦争従軍記章 | 南西アジア従軍記章 | コソボ従軍記章 |
| -------------------- | ------------------ | -------------- |
|                      |                    |                |
|                      |                    |                |

### 対テロ戦争従軍記章
| アフガニスタン従軍記章 | イラク従軍記章 | 生来の決意作戦従軍記章 | 対テロ戦争遠征勲章 | 対テロ戦争従軍記章 |
| ---------------------- | -------------- | ---------------------- | ------------------ | ------------------ |
|                        |                |                        |                    |                    |
|                        |                |                        |                    |                    |